# Beretta APX

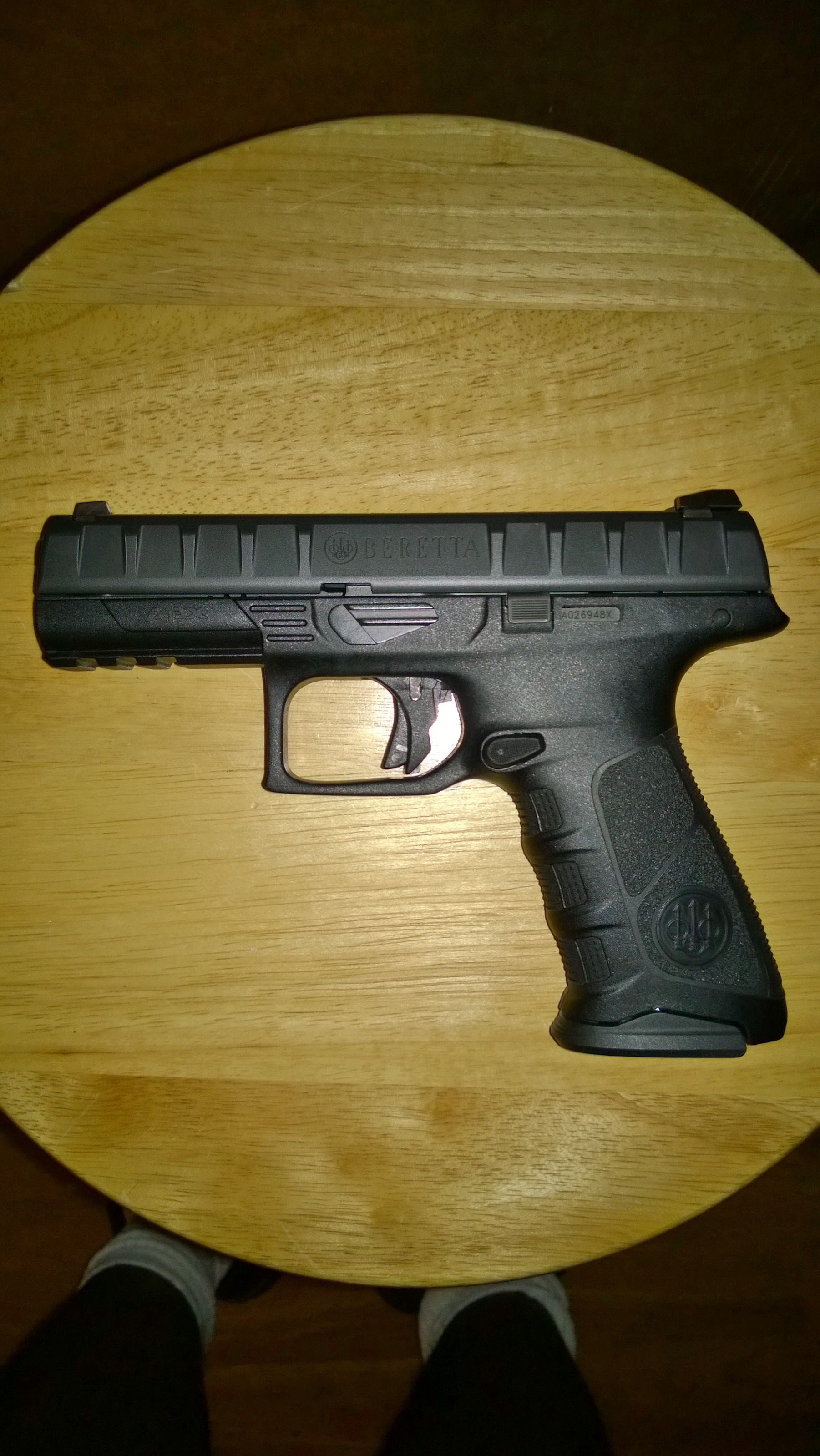
La versione di maggiori dimensioni della Beretta APX in calibro 9 x 19 mm. Il numero di matricola è visibile sotto il carrello, sopra all’impugnatura.

La Beretta APX è una pistola semiautomatica concepita per uso militare, di polizia e civile, progettata e costruita dalla Fabbrica d'Armi Pietro Beretta.

## Storia
È stata presentata per la prima volta all'International Defence Exhibition & Conference (IDEX) di Abu Dhabi nel febbraio 2015, ma la messa in commercio non era prevista prima del 2016. Nelle intenzioni della casa di Gardone Val Trompia, essa era destinata a soppiantare il modello M9, in dotazione dal 1985 all'esercito statunitense. Tuttavia, nel gennaio 2017 ha perso la commessa (vinta dalla SIG Sauer P320).
Il 12 febbraio 2017 è stata presentata la versione per il mercato civile all'Hit Show di Vicenza, nei calibri 9 × 21 mm IMI e .40 Smith & Wesson.

## Caratteristiche
Si caratterizza per la costruzione modulare e per l'ampio uso di tecno polimeri; è disponibile in 3 calibri diversi: 9 × 19 mm, 40 Smith & Wesson e 9 × 21 mm IMI.
Ha il carrello in acciaio lavorato dal pieno e dal design innovativo, con 9 profonde scanalature che ne favoriscono la presa per tutta la sua lunghezza.
Esce dalla fabbrica con mire metalliche, ma consente la loro sostituzione con un sistema al trizio e fibra ottica.
La pistola viene fornita di valigetta nera in materiale plastico per il trasporto. Il caricatore bifilare in metallo e polimero di colore nero da 17 colpi può essere acquistato anche separatamente dal sito ufficiale Beretta.
L'impugnatura di colore nero opaco antiriflesso, presenta la possibilità di sostituire in modo molto semplice i dorsalini esistenti in 3 diverse dimensioni e/o colori.
Essa è concepita per essere usata anche da mancini ed è, inoltre, priva di sicurezze manuali (solo opzionali per destrimani) ma ha solo sicure interne antiurto e antisgancio. È dotata di slitta Picatinny ed è studiata con impugnature ergonomiche con dorsalini intercambiabili adatti a tutte le mani.
Inoltre è possibile lo smontaggio della stessa pistola senza usare il grilletto; grilletto che ha una corsa di solo 6 mm con reset a 3 mm e che necessita di uno sforzo (carico) di 2,8 kg. Essa usa un percussore lanciato.
Ha chiusura stabile geometrica tipo Browning modificata e il meccanismo di sparo è ad azione singola. Usa caricatori bifilari a 17 colpi per il calibro 9 × 19 mm Parabellum e 15 colpi per i calibri 9 × 21 mm IMI e .40 Smith & Wesson.

## Impiego
La Beretta APX è stata adottata dai seguenti corpi di polizia e forze armate:

### Albania
- Forze speciali albanesi RENEA.

### Italia
- Esercito Italiano
- Forze speciali italiane
- Azzano Decimo (PN), Polizia locale (9mm × 21 IMI);
- Bari, Polizia locale (9mm × 21 IMI);
- Bellizzi (SA), Polizia locale (9mm × 21 IMI);
- Campo nell'Elba (LI), Polizia locale (9mm × 21 IMI);
- Carbonara al Ticino (PV), Polizia locale (9mm × 21 IMI);
- Cassino (FR), Polizia locale (9mm × 21 IMI);
- Coccaglio (BS), Polizia locale (9mm × 21 IMI);
- Codroipo - Associazione Intercomunale "Medio Friuli" (UD), Polizia locale (9mm × 21 IMI);
- Cordovado (PN), Polizia locale (9mm × 21 IMI);
- Gallarate (VA), Polizia locale (9mm × 21 IMI);
- Capua (CE), Polizia locale (9mm × 21 IMI);
- Lendinara (RO), Polizia locale (9mm × 21 IMI);
- Madignano (CR), Polizia locale (9mm × 21 IMI);
- Minturno (LT), Polizia locale (9mm × 21 IMI);
- Mondovì (CN), Polizia locale (9mm × 21 IMI);
- Monteprandone (AP), Polizia locale (9mm × 21 IMI);
- Nola (NA), Polizia locale;
- Olgiate Olona (VA), Polizia locale (9mm × 21 IMI);
- Pienza (SI), Polizia municipale (9mm × 21 IMI);
- Recco (GE), Corpo di Polizia Locale (9mm X 21 IMI);
- Riva Ligure (IM), Polizia locale (9mm × 21 IMI);
- San Donà di Piave (VE), Polizia locale (9mm × 21 IMI);
- Sesto al Reghena (PN), Polizia locale (9mm × 21 IMI);
- Tempio Pausania (SS), Polizia locale (9mm × 21 IMI);
- Venaria Reale (TO), Polizia locale (9mm × 21 IMI);
- Viareggio (LU), Polizia Locale (9mmX21 IMI)
- Voghera (PV), Polizia locale (9mm × 21 IMI);
- Jesolo (VE), Polizia locale (9mm × 21 IMI).

### Brasile
- Força Nacional de Segurança Publica, (9mm × 19 Parabellum);
- Ministero della Giustizia, (9mm × 19 Parabellum).

### Francia
- Béziers, Polizia municipale (9mm × 19 Parabellum);
- Eaubonne, Polizia municipale (9mm × 19 Parabellum)
- Nancy[5], Polizia municipale (9mm × 19 Parabellum);
- Oullins, Polizia municipale (9mm × 19 Parabellum);
- Saint Chamond, Polizia municipale (9mm × 19 Parabellum).

### Polonia
- Polizia Nazionale.

### Stati uniti d'America
- Polizia Dipartimentale di Gallatin (Tennessee);
- Dipartimento di polizia di Wetumpka (Alabama);
- Dipartimento di polizia di Glendale Heights, (Illinois).